# Povijesna jezgra Pučišća
Povijesna jezgra Pučišća, kulturno-povijesna cjelina u povijesnoj jezgri Pučišća, zaštićeno kulturno dobro

## Opis dobra
Povijesna jezgra Pučišća smještena je na sjevernoj obali Brača na dnu duboke uvale Porat i Soline. Pučišće se formiralo uz padine brda oko renesansnih kula-kaštela koji su štitili luku, a od kojih su danas sačuvane Aquilla, Prodić, Žuvetić, Grego, Marinović i Dešković. Kuće su kamene, prilagođene konfiguraciji terena i većim dijelom pokrivene kamenim pločama pretežno pučkog karaktera. Uz obalu su kamene dvokatnice s konca 18. – 19. st., te nekoliko neoklasicističkih reprezentativnih građevina. Ističe se kasnobarokna župna crkva sa zvonikom Ignacija Macanovića te crkva Gospe od Batka iz 16. st.

## Zaštita
Pod oznakom RST-0645-1972. zavedena je kao nepokretno kulturno dobro - kulturno-povijesna cjelina, pravna statusa zaštićena kulturnog dobra, klasificirano kao "kulturno-povijesna cjelina".